# NYSE Euronext
NYSE Euronext — бувша фінансова транснаціональна корпорація, утворена в результаті злиття в квітні 2007 року найбільшої в світі Нью-Йоркської фондової біржі (NYSE) і Європейської біржі Euronext. Управляла фондовими біржами Нью-Йорка, Парижа, Амстердама, Брюсселя і Лісабона, Лондонською міжнародною біржею фінансових ф'ючерсів та опціонів (LIFFE).
Біржа визначала індекс Dow Jones для акцій промислового сектора та індекси NYSE ARCA Tech 100 Index і NYSE Composite.
Обсяг капіталізації біржі становив $15,970 трлн. На ній відбувались операції з акціями та цінними паперами близько 3 тис. компаній.
Була розташована у фінансовому центрі Нью-Йорка — на Волл-стріт. 
У листопаді 2013 NYSE Euronext була придбана за $8,2 млрд компанією Intercontinental Exchange (ICE), яка згодом у 2014 році відокремила Euronext в IPO.